# Hypoptopomatinae
Hypoptopomatinae é uma subfamília de peixes-gatos (ordem Siluriformes) da família Loricariidae.
Hypoptopomatinae é monofilética com a família Loricariidae e é composta por 17 gêneros e aproximadamente 80 espécies.
É dividida em duas tribos, Hypoptomatini e Otothyrini. De acordo com análises de Hoewe em 2005, Otothyrini não é monofilética, os seus representantes pertencem a um grupo parafilético relacionado com a tribo Hypoptopomatini.
Hypoptopomatinae é distribuida desde a Cordilheira dos Andes, da América do sul, desde a Venezuela até o norte da Argentina. Muitas das espécies hipoptomatíneas são usualmente encontradas perto da superfície da água, típicamente numa asssociação fechada com a vegetação das margens ou com o substrato.